# Sidetapa
Sidetapa is een bestuurslaag in het regentschap Buleleng van de provincie Bali, Indonesië. Sidetapa telt 5003 inwoners (volkstelling 2010).